# 余江站
余江站是一个沪昆线上的铁路车站，位于江西省鹰潭市余江区邓埠镇站前北路，建于1934年，次年投入运营，目前为四等站，邮政编码为335200。目前客运：办理旅客乘降；行李、包裹托运；货运：办理零散货物发到业务。

## 历史
余江站建于1934年，1935年随浙赣铁路投入运营。1983年铁路部门在车站东侧兴建面积2.11公顷的货场一座。车站于1989年复线化工程时重建，下、上行区间分别于1989年12月15日、1990年8月20日开通；新站房则于1990年1月开工，同年12月投入使用，面积400平方米，同时站内增加2条股道:446。
2006年余江站在浙赣铁路电气化施工时重建，新站房和货场位于原址以西300米处。此外车站在浙赣线电气化施工期间于2006年1月5日至10月1日期间停办客运业务:446。

## 车站结构
余江站站房于2004年投入使用:446，站内设有变电所和接触网工区等设施。
| 侧线     | 沪昆铁路                      |
| 3站台    | 沪昆铁路 往上海方向（鹰潭站） |
| 岛式站台 |                               |
| 2站台    | 沪昆铁路 往上海方向（鹰潭站） |
| 通过线   | 沪昆铁路上行列车通过线        |
| 通过线   | 沪昆铁路下行列车通过线        |
| 1站台    | 沪昆铁路 往昆明方向（东乡站） |
| 岛式站台 |                               |